# Hubert Burda Media
Hubert Burda Media är en av Tysklands största förlags- och mediakoncerner

## Tidningar och magasin
- Bunte
- Focus
- TV Spiefilm
- TV Today